# 橫濱市英國館

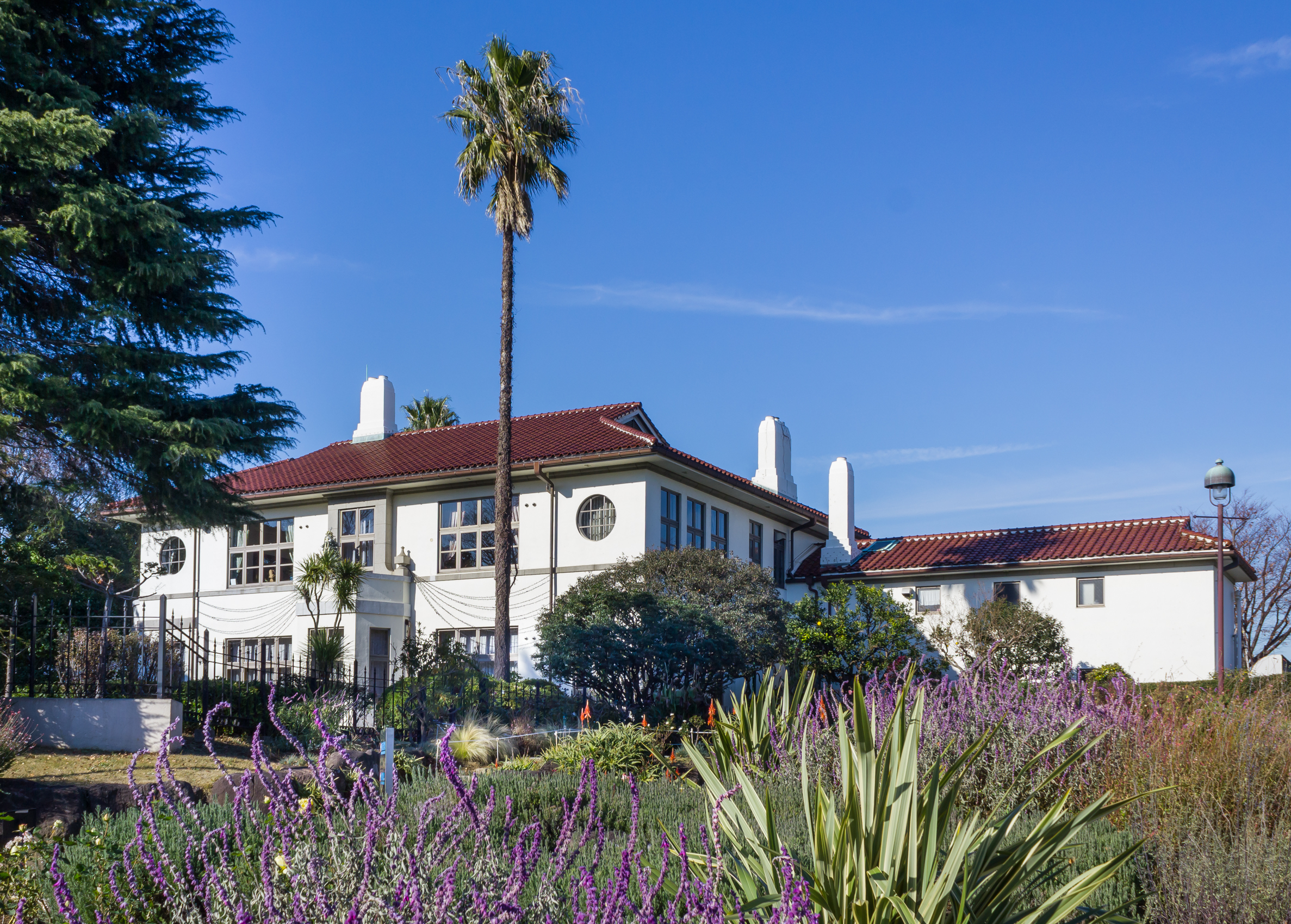
橫濱市英國館

橫濱市英國館（日语：横浜市イギリス館）是一座位於日本神奈川縣橫濱市中區山手町的一座西洋館建築。該建築修建於1937年，原本是英國軍駐屯地，後改為英國總領事官邸。1990年，該建築被列入橫濱市指定文化財。

## 外部連結
- 横浜市イギリス館 （页面存档备份，存于）（横浜市緑の協会）